# Estadio Mundialista de Hockey
El Estadio Mundialista de Hockey Luciana Aymar es un complejo deportivo situado en la ciudad de Rosario, Argentina, construido especialmente para el Campeonato Mundial de Hockey sobre Hierba Femenino de 2010. Cuenta con un campo sintético para la práctica de Hockey sobre césped con una capacidad de 12000 espectadores, una escuela, un Centro Crecer y un Centro de Salud que conforman un complejo comunitario educativo y deportivo totalizando un área de 20000 m².
El estadio lleva el nombre de Luciana Aymar, capitana de la Selección nacional oriunda de la ciudad.